# Штурм Анапи
Штурм Анапи — штурм 3 липня (22) червня 1791 року турецької фортеці Анапа російськими військами під час Російсько-турецької війни 1787—1792 років.

## Передумови
У результаті Російсько-Турецької війни 1768—1774 років, до Росії відішли Крим і Правобережна Кубань. З метою укріплення позицій на прибережжі Кавказьких гір, 1783 року турками було побудовано фортецю Анапу на східному березі Чорного моря. Укріплення фортеці складалося з 7 бастіонів, з'єднаних між собою куртинами, й трьох воріт. Фортечна стіна, довжиною 3,2 км і висотою 8 м, тягнулася від воріт у бік моря до набережної, вздовж набережної — до порту, від порту по високому березі — до маяка й далі. Перед фортечною стіною було вирито рів, глибиною до 4 м і шириною 16 метрів та, в цілях додаткового захисту, збудовано живопліт. Побудова фортеці переслідувала мету забезпечити вплив Туреччини на мусульманські народи Північного Кавказу та створити базу майбутніх операцій проти Росії на Кубані й на Дону, а також проти Криму. Тут був один з невільничих турецьких ринків.
Такі дії турків стали причиною того, що російський уряд намагався знищити турецьку фортецю. Оскільки фортеця була добре укріплена, то російським військам протягом 40 років довелося здійснити проти Анапи шість походів.
Н. І. Веселовський у своєму «Військово-історичному нарисі» міста Анапи писав:
|  | «Далеко не першокласна, але вкрай шкідлива в політичному відношенні турецька фортеця Анапа зажадала від Російської держави такої кількості військових походів як армії, так і флоту, якого не потребувала жодна інша ворожа фортеця чи сильніша споруда». |

На той час головнокомандувачем російських військ був князь Г. А. Потьомкін, який плекав ідею не тільки захоплення Анапи, але й перетворення її на столицю Кубанського краю, маючи серед багатьох титулів звання кавказького намісника. 1788 року за його наказом генерал — П. А. Текелій здійснив перший похід російських військ до фортеці. Весь похід тривав два місяці. Але реально оцінивши ситуацію, генерал не зважився на штурм, оскільки, місто взяти приступом можна було, але утримати його без підкріплення було неможливо:«не можна було, а для слави без всякого іншого виду й користі людей, яких втратити здалося непростимо». Не зважаючи на це, турки стурбувались і посилили гарнізон фортеці, не надавши військової допомоги Криму.
Ініціатива другого походу початку 1790 року належала генерал-поручику Ю. Б. Бібікову, який діяв необачно й до походу не підготувався. Він вибрав для походу дуже невдалий час — січень. Внаслідок ранньої весни навколо все було затоплено, відлиги й дощі змінювалися раптовими заморозками й сніжними буранами. Загін то брів по коліна у воді, будуючи мости й загати, то прокладав собі шлях по сніжному полю. Одночасно доводилося відбиватися від щоденних нападів горців, що нападали на російські війська з усіх боків. Швидко виснажився запас продовольства й фуражу, який ніде було поповнити.
У сутичках війська зазнали значних втрат і фортеця уникла штурму. За записами свідків та учасників того походу, з восьмитисячного загону на Кубань повернулися лише 3 тисячі й тисяча хворих, більша частина з яких померла. Бібікова віддали під суд і відправили у відставку. Катерина ІІ так оцінила ці події, відписуючи Потьомкіну:
|  | Експедиція Бібікова для мене вельми дивна й ні на що не схожа, я думаю що він з глузду з'їхав, держав людей сорок днів у воді, майже без хліба; дивно, як сам залишився живий. |

## Похід Гудовича

### Підготовка до штурму
Невдалі походи проти Анапи створили цій фортеці славу неприступної і для відновлення престижу Росії в Прикубанських краях було призначено третій похід до Анапи, який став найбільш кровопролитним. На той час турецький гарнізон в Анапі було посилено, а фортецю укріплено. Князь Потьомкін призначив командувачем військами Кубанського й Кавказького корпусів графа І. В. Гудовича, якому імператриця подарувала чин генерал-аншефа за взяття Кілії, і віддав йому наказ до «початку ранньої кампанії на Анапу, щоб винищити це гніздо турків». До резиденції намісника, міста Георгіївська, Гудович прибув двадцять шостого січня 1791 року й негайно став готуватися до походу. Ретельно підготувавшись, 9 травня 1791 року Гудович вирушив з Темішбека до Анапи, маючи в розпорядженні загін із 11 батальйонів піхоти, 1900 єгерів, 24 ескадронів кавалерії й 20 гармат. З Кубанського корпусу на з'єднання з Гудовичем надіслали генерал-майора Загряжського з 4-ма батальйонами піхоти, 20-ма ескадронами драгунів, 2-ма донськими козацькими полками і 16-ма гарматами польової артилерії.

### Облога та штурм Анапи
29 травня Гудович переправився через Кубань на лівий берег. По дорозі до нього приєднався висланий через Тамань з Криму генерал-майор барон Шіц із загоном, до якого входили: один батальйон таврійського єгерського корпусу із 800 осіб з чотирма гарматами, один мушкетерський полк, 10 ескадронів кавалерії, 300 донських козаків, 10 гармат польової артилерії і 90 драбин для штурму. 9 червня, після невеликої сутички з горцями, які мали намір перешкодити переправі війська через річку, Гудович підійшов до Анапи. У гарнізоні фортеці, яким командував трьохбунчужний паша-Мустафа, перебувало 10 000 турків і 15 000 татар та горців, тут же був шейх Мансур. У фортеці було 83 гармати і 19 мортир, значні продовольчі та бойові запаси.

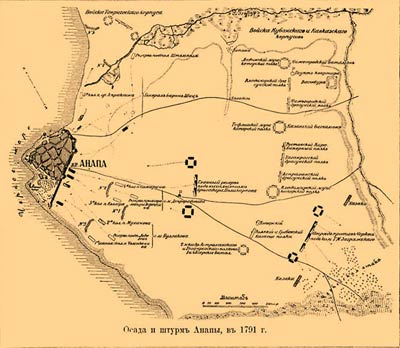
Карта облоги й штурму Анапи в 1791 р.

Облога почалася з південно-східного фронту, тобто з відкритої найдоступнішої польової сторони фортеці. Гудович зі своїм загоном роз'єднав гарнізон фортеці й горців, хоча не зміг перервати між ними морське сполучення. 11 червня кілька тисяч черкесів здійснили невдалий стрімкий натиск, зазнавши великих втрат. Турки з фортеці поспішили назустріч своїм союзникам, однак змушені повернутись назад. Після цієї сутички було відбито ще кілька нападів черкесів і 19 червня Гудович віддав наказ відкрити вогонь по фортеці, яка запалала внаслідок пожеж, під час яких відбулося багато вибухів. Турецькі батареї припинили вогонь. Щоб уникнути кровопролиття, 20 червня Гудович надіслав паші письмову пропозицію здати фортецю. Така пропозиція була зумовлена підходом до Анапи турецького флоту. Відповідь була негативною й штурм було призначено в ніч на 22 червня.
Турки не очікували нападу й помітили атакуючих лише біля фортечного рову, проте змогли організувати відсіч градом куль і картечі. Незважаючи на це, колони солдат під керівництвом генералів Булгакова і Депрерадовича вилізли на стіни й увірвалися до фортеці. Колона генерала барона Шіца потрапила під сильний перехресний вогонь і була відкинута, отримавши важкі втрати. Але вони відновили штурм, коли були приведені в порядок офіцерами, що залишились живими.
До шести годин ранку майже весь головний російський резерв уже був залучений і Гудович використав решту кінноти, що складалася з чотирьох полків, якими керував бригадир Полікарпов: Тираспольського кінно-єгерського та драгунських — Володимирського, Астраханського та Нижньоновгородського. Вони проникли в кар'єр під смертоносною хмарою картечі і, спішившись біля воріт фортеці, відтіснили турків від околиць міста. Криваве побоїще продовжувалось в будинках і на вулицях Анапи.

### Наслідки штурму
Незважаючи на відчайдушний опір турків, о 8 годині ранку Анапа була в руках росіян. Турки втратили вбитими й пораненими до 8000 осіб; в полон було взято 13488 осіб, серед них Мустафа-паша, його помічник (син Батал-паші), багато турецьких чиновників і шейх Мансур, якого відправили до Петербурга, а потім — до Шліссельбургської фортеці, де він помер 1794 року. Черкеси після захоплення міста повернулися в гори.
Через 12 днів після захоплення Анапи, з'явився турецький флот, який став на якір за 15 верст від берега. Наступного дня, коли до флоту прибилось безліч трупів, турки переконалися, що Анапа захоплена, підняли вітрила й віддалились від міста. Втрата Анапи спонукала турецький уряд укласти мир з Росією: вже в серпні були підписані попередні статті договору, який було укладено в Яссах 29 грудня. Гудович за цей штурм отримав орден святого Георгія 2-й ст. і дорогу шпагу; його сподвижників також нагородили.
Оскільки російський уряд не мав планів утримувати Анапу, то Гудович звелів фортецю зрити, батареї підірвати, рови й колодязі засипати, порохові льохи й палісади знищити, будинки мешканців спалити. 10 липня російські війська залишили Анапу.
В рапорті генерал Гудович звітував князю Потьомкіну:
|  | Веління вашої Світлості виконано, цього дня о 7 годині ранку Анапу взято. Штурм був жорстокий і кровопролитний, ворог оборонявся відчайдушно 5 годин. Рів глибокий і широкий, здебільшого огороджений каменем чотири рази; перемога була під сумнівом, нарешті, благословенням Всевишнього, здійснена вдало.... |

## Подальші події
Скориставшись зосередженням сил Росії навколо військ Наполеона, Туреччина порушила умови договору, який визначав правила проходу російських кораблів через протоки Босфор і Дарданелли, а в грудні 1806 року оголосила Росії війну. Похід на Анапу Чорноморської ескадри під командуванням контр-адмірала Пустошкіна С. О. у квітні 1807 став однією з перших військових операції цієї війни. Гарнізон Анапи капітулював за декілька годин, не вдаючись до серйозного опору. Для повної дезорганізації фортеці росіяни підірвали мури й батареї фортеці, а гармати вивезли, відбувши 6 травня до Севастополя. Туркам вдалось через рік відновити фортецю й продовжувати свою політику.
Це спричинило п'ятий похід, який очолив капітан-лейтенант Перхуров зі своєю ескадрою. 15 червня 1809 росіяни обстріляли Анапу, змусивши турків залишили фортецю й російський десант без опору захопив місто. У боротьбі з горцями брав участь майор Витязь. У серпні 1809 Витязь з двома ротами 22-го Єгерського полку, 30 козаками і однією гарматою вийшов з Анапи на зустріч Чорноморським козакам, які потрапили в засідку, влаштовану черкесами. Під час бою майор Витязь став відбиватися від противників, будучи тяжко поранений, підбадьорював воїнів і переконував їх вмирати зі зброєю в руках. 13 офіцерів із 15 були поранені й тільки допомога з Анапи підполковника Краббе врятувала загін Витязя від повного знищення.

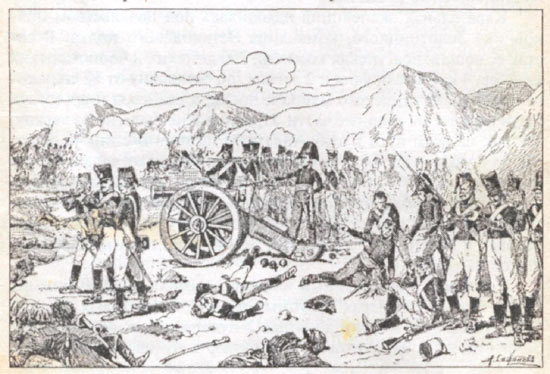
Похід майора Витязя (З малюнка О. П. Сафонова, виконаного за замовленням П. М. Плахова)

У місті розмістили невеликий гарнізон, на який постійно нападали горці. 16 травня 1812 був підписаний Бухарестський мирний договір і за його умовами Анапа знову відійшла Туреччині. Туреччина продовжувала використовувати Анапу як центр турецького шпигунства й авантюр, залучаючи й горців. У грудні 1827 р., через чергове порушення турками умов російсько-турецьких договорів, Росія оголосила Туреччині війну. Шостий похід очолив віце-адмірал Грейг О. С. і генерал-ад'ютант князь Меншиков О. С., Флот, який складався з 26 бойових кораблів 2 травня 1828 ввійшов в Анапську бухту, на берег було висаджено десант. Через день до фортеці також підійшов 5-ти тисячний Таманський зведений козачий загін під командуванням героя Вітчизняної війни 1812 року наказного отамана Чорноморського війська полковника Безкровного О. Д. Гарнізон фортеці складався з 6 тис. осіб. Турків підтримувало майже 8 тис. горців, які зібрались в тилу російського загону.
28 травня 1828 року відбувся вирішальний бій. Загін турків, чисельністю 1,5 тис., вийшов із фортеці й несподівано атакував загін Безкровного. Загону Безкровного вдалось не допустити з'єднання турків й черкесів, які підійшли з гір. Велику частину турків не змогла повернутись назад до фортеці, їх відтиснули до високого берега (в район Маяка) й скинули в море. Ця поразка припинила турецькі вилазки. За пропозицією російського командування турецький комендант здав фортецю і 12 червня 1828 року чотирьохтисячний гарнізон фортеці капітулював. Князь Меншиков в той же день рапортував Миколі I: «ворог не насмілився витримати нападу, скорився, і війська Вашої Імператорської Величності увійшли до фортеці».
Всі полки, які брали участь у поході, були відзначені й нагороджені прапорами з написом «За взяття Анапи». Грейг отримав звання адмірала, полковник Безкровний — звання «генерал-майора» і орден Св. Георгія 4-го ступеня. 14 вересня 1829 Туреччина й Росія підписали Адріанопольський мирний договір, за яким Анапа відійшла до Росії.

## Пам'ять про штурм Анапи
- На честь адмірала Олексія Меншикова, одне з прикордонних укріплень поблизу Анапи було названо Олексіївським[2].
- Пам'ятник герою війни 1812 року й герою боїв за Анапу О. Д. Безкровному відкритий 14 вересня 1999 за сприяння козачого товариства. Ім'я його носить зараз і один з мікрорайонів Анапи — Олексіївка[2].
- Одна з вулиць сучасної Анапи носить ім'я генерала Гудовича[6].